# RKO 281
RKO 281, llamada en España RKO 281. La batalla por Ciudadano Kane, es una película dramática histórica estadounidense de 1999 dirigida por Benjamin Ross y protagonizada por Liev Schreiber, James Cromwell, Melanie Griffith, John Malkovich, Roy Scheider y Liam Cunningham. La película muestra la problemática producción detrás de la película de 1941 Citizen Kane. El título de la película es una referencia al número de producción original de Citizen Kane. 

## Sinopsis
En 1940, Orson Welles (Schreiber), el jefe de estudio de RKO George Schaefer (Scheider) y el guionista Herman J. Mankiewicz (Malkovich) luchan por hacer lo que se considerará la mejor película estadounidense de todos los tiempos, Citizen Kane. Welles y Mankiewicz asisten a una fiesta en el castillo de Hearst, donde el conocer a William Randolph Hearst (Cromwell) le da la inspiración para hacer una película sobre su vida.     

## Reparto
- Liev Schreiber como Orson Welles.
- John Malkovich como Herman J. Mankiewicz
- Roy Scheider como George Schaefer.
- James Cromwell como William Randolph Hearst.
- Melanie Griffith como Marion Davies.
- Liam Cunningham como Gregg Toland.
- David Suchet como Louis B. Mayer
- Brenda Blethyn como Louella Parsons.
- Fiona Shaw como Hedda Hopper.
- Lucy Cohu como Dolores del Río.

## Localizaciones de filmación
El productor Ridley Scott quería filmar en el Castillo Hearst, pero se lo negaron. RKO 281 se filmó en el Reino Unido, principalmente en Londres . La escalera gótica en el castillo de Hearst se filmó en las cámaras de St. Pancras, unidas a la estación de Saint Pancras . Los cuartos privados y la oficina de Hearst, incluida una chimenea de mármol, fueron filmados en la Sala Gamble de techo alto en el Museo de Victoria y Alberto. El comedor y el salón de baile del castillo de Hearst se filmó en el Gran Salón del London Guildhall.

## Recepción
En el sitio de revisión global Rotten Tomatoes, la película tiene una calificación "fresca" del 93%, basada en 14 reseñas.

## Premios
La película ganó el premio a la mejor miniserie o película para televisión en los Globos de Oro de 2000, y también recibió un Premio Emmy al mejor casting para una miniserie, película o especial. El compositor de partituras John Altman también ganó un Premio Emmy  a la Composición Musical Excepcional por una Miniserie, Película o Especial. 